# Beyukkichi Aghayev
 (octobre 2022).
Pour les articles homonymes, voir Aghayev.
Beyukkichi Aghayev (en azéri : Böyükkişi Ağa oğlu Ağayev ; né le 10 septembre 1928 à Petropavlovka, district de Salyan et mort le 4 avril 2018 à Bakou) est un chirurgien, pédagogue, académicien, philanthrope, chef du 2e département de maladies chirurgicales de l'université médicale d'Azerbaïdjan, directeur de l'Institut de chirurgie scientifique du nom de M. Topchubashov.

## Études
En 1944, B. Aghayev entre à la faculté de médecine de l'Institut médical d'Azerbaïdjan. En raison de son intérêt particulier pour la chirurgie pendant ses années d'études, il passe des nuits dans le service de chirurgie d'urgence. Après avoir obtenu son diplôme de l'Institut de médecine (aujourd'hui l'université de médecine d'Azerbaïdjan) en 1949, l'administration l'envoie suivre un cours de formation avancée de 6 mois en chirurgie. 

## Parcours professionnel
Sur ordre du ministère de la Santé, Beyukkichi Aghayev est nommé chirurgien à l'hôpital régional de Sabirabad. En 1954, il est admis par concours à l'école supérieure clinique de chirurgie du 2e Institut de médecine de Moscou. En 1957 le chirurgien obtient le diplôme de candidat en sciences médicales, et il est nommé au poste d'assistant au département de chirurgie de l'Institut de médecine d'Astrakhan.
B. Aghayev commence son activité d'enseignant en 1959-60. En juillet 1960, B. Aghayev est nommé chercheur principal à l'Institut de recherche scientifique en oncologie d'Azerbaïdjan.
En 1966, il reçoit le titre de docteur en sciences médicales. En 1980-1982, il écrit en azerbaïdjanais et publie le manuel en deux volumes Conférences sur la chirurgie clinique. Il est l’auteur du manuel Maladies chirurgicales paru en 1989 et de plus de 20 propositions et inventions d'efficacité. 
Depuis 1980, il est élu correspondant de l'Académie des sciences d'Azerbaïdjan, et depuis 1989, membre à part entière.

## Récompenses et honneurs
- Scientifique honoré de la RSS d'Azerbaïdjan - 1979
- Décret honorifique du Soviet suprême de la république d'Azerbaïdjan-1988
- Grande médaille d'or du Centre bibliographique des États-Unis - 1997
- Ordre de la Gloire de la république d'Azerbaïdjan-1998
- Le 18 avril 2014, l'académicien Buyukkishi Aghayev a reçu le prix du nom de l'académicien Miresadulla Mirgasimov pour ses services et réalisations à long terme dans le développement des domaines fondamentaux et appliqués de la santé et des sciences médicales[3].